# Bogusław Pachelski
Bogusław Pachelski (ur. 10 czerwca 1962 w Płocku) – polski piłkarz grający na pozycji napastnika. W barwach Lecha Poznań mistrz Polski w 1990, zdobywca Pucharu Polski w 1988 i Superpucharu Polski w 1990.

## Życiorys
Swoją piłkarską karierę rozpoczął w rodzinnym mieście, grając kolejno w: Masovii, Stali i Stoczniowcu. W 1980 przeszedł do Wisły Płock, w której grał do 1984. Następnie przeszedł do II-ligowej Gwardii Warszawa, w barwach której w sezonie 1984/1985 został królem strzelców II ligi, strzelając 17 bramek.
Jego dobra gra spowodowała przejście do I-ligowego Lecha Poznań. Tam od wiosny 1985 do 1990 rozegrał 149 spotkań i zdobył 39 bramek. Z drużyną Kolejorza zdobył Puchar Polski w 1988 oraz mistrzostwo i Superpuchar Polski w 1990. Rundę wiosenną sezonu 1990/1991 rozegrał w barwach tureckiego Adanaspor, a sezon 1991/1992 we francuskim Perpignan FC. W sezonie 1992/1993 wrócił do Poznania, jednak tym razem grał w Olimpii, gdzie w 18 meczach strzelił 4 gole. Następnie na pół roku przeniósł się do niemieckiego klubu SV Lurup 23 Hamburg, a już na wiosnę 1994 powrócił do Petrochemii Płock, z którą zdobył awans do I ligi. Reprezentując barwy Nafciarzy, w I lidze rozegrał 14 meczów i zdobył 2 bramki. Po spadku płockiej drużyny z najwyższej klasy rozgrywkowej zakończył karierę. Razem na pierwszoligowych boiskach wystąpił w 181 meczach i zdobył 47 goli.
Obecnie półamatorsko gra w drużynie oldbojów Lecha Poznań.
Ma dwoje dzieci: Łukasza, również piłkarza, i Julię.